# Robert Stadlober
Robert Stadlober né le 3 août 1982 à Friesach (Autriche) est un acteur et musicien autrichien. 

## Biographie
Il a grandi à Berlin en Allemagne. Enfant il a travaillé comme narrateur pour plusieurs films et a travaillé dans des productions télévisuelles et cinématographiques. Il tient le rôle principal de Benjamin Lebert, un adolescent partiellement handicapé, dans le film Crazy (2000).
Il a reçu une récompense à Montréal dans le cadre du Festival du cinéma International en 2004, pour son interprétation dans Summer Storm (Sommersturm en VO).
Il est aussi chanteur et musicien. Il a joué dans le groupe rock Gary avec David Winter et Rasmus Englerwhere où il était le chanteur principal et le guitariste.
Depuis 2007, il dirige aussi le label indépendant Siluh. Robert Stadlober vit actuellement à Berlin (2008).

## Filmographie
- 1999 : Sonnenallee
- 2000 : Crazy
- 2001 : Stalingrad (Enemy at the Gates)
- 2001 : Engel and Joe
- 2002 : Brombeerchen
- 2003 : Play It Loud! (Verschwende Deine Jugend)
- 2004 : Summer Storm (Sommersturm)
- 2006 : Prince Rodolphe : L'Héritier de Sissi (téléfilm)
- 2006 : Peer Gynt
- 2008 : Krabat
- 2010 : Goebbels et le Juif Süss : Histoire d'une manipulation (Jud Süß - Film ohne Gewissen)
- 2010 : L'Homme qui sautait par-dessus les voitures (Der Mann der über Autos sprang)
- 2014 : Diplomatie
- 2018 : Trench 11 de Leo Scherman : Reiner
- 2018 : Das Boot (série télévisée) : Hinrich Laudrup
- 2019 : Berlin, I Love You
- 2023 : Sous la neige (Schnee, série télévisée) d'Esther Rauch : Matthi
- 2024 : Andrea lässt sich scheiden de Josef Hader :
- 2025 : La Fabrique du mensonge de Joachim Lang : Joseph Goebbels